# David Garbelli
David Garbelli (* 28. Oktober 1981) ist ein ehemaliger italienischer Bahn- und Straßenradrennfahrer.
David Garbelli wurde 1999 Junioren-Vizeweltmeister im Punktefahren auf der Bahn. 2001 wurde er in Fiorenzuola Europameister im Punktefahren der U23-Klasse. Auf der Straße gewann er 2002 die Gesamtwertung der Berliner Vier-Etappenfahrt, die beiden Eintagesrennen Giro della Valsesia und Giro del Belvedere, sowie eine Etappe und die Gesamtwertung bei der Tour de Berlin. 2003 gewann er den Gran Premio della Liberazione und fuhr Ende der Saison bei Domina Vacanze-Elitron als Stagiaire. In der Saison 2005 war Garbelli bei der Trofeo Alcide Degasperi erfolgreich und 2006 gewann er den Gran Premio Industrie del Marmo, sowie eine Etappe des Giro Ciclistico d’Italia. 2007 fuhr er bis Mai für das italienische Continental Team Kio Ene-Tonazzi-DMT.
2006 erhielt Garbelli eine Verwarnung durch den Weltradsportverband Union Cycliste Internationale, weil er bei einer Doping-Kontrolle positiv auf verbotene Substanzen getestet worden war. 2007 wurden Garbelli und Samuel Fabbro für vier Jahre gesperrt. Fabbro hatte sich bei einer Dopingkontrolle für Garbelli ausgegeben.

## Erfolge
2001
- Europameister – Punktefahren (U23)

2002
- Giro della Valsesia
- Giro del Belvedere
- eine Etappe und Gesamtwertung Tour de Berlin

2003
- Gran Premio della Liberazione

2005
- Trofeo Alcide Degasperi

2006
- Gran Premio Industrie del Marmo
- eine Etappe Giro Ciclistico d’Italia

## Teams
- 2003 Domina Vacanze-Elitron (Stagiaire)

- 2007 Kio Ene-Tonazzi-DMT (bis 18.05.)